# Домовый паук

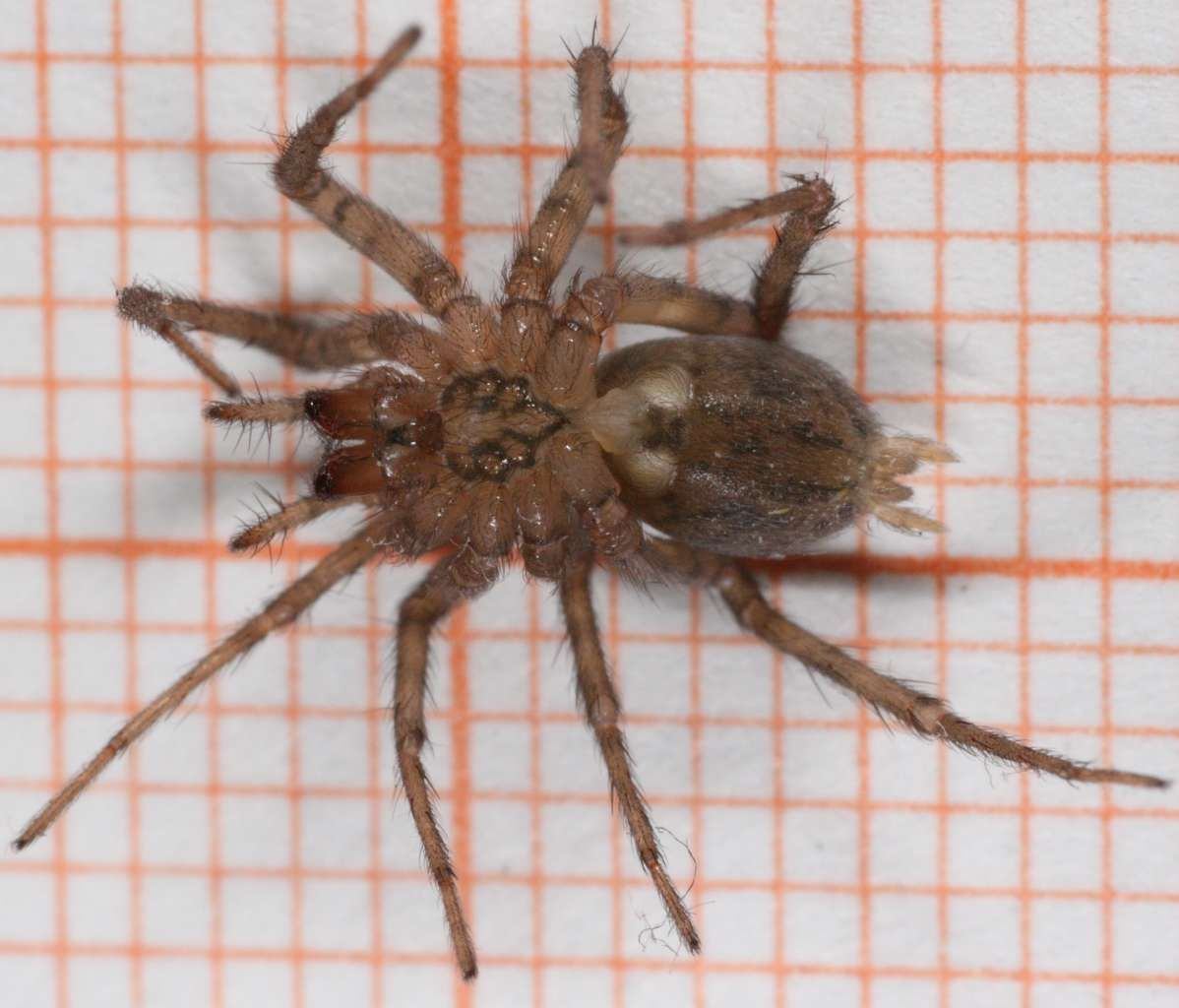
Вид с брюшной стороны. Видны удлинённые паутинные бородавки

Домовый паук (лат. Tegenaria domestica) — вид пауков из семейства воронковых (Agelenidae), близкий родственник американского домового паука Tegenaria agrestis.

## Описание
Самка достигает 7—12 мм, самец от 6 до 9 мм. Тело коричневого окраса с бурым рисунком.

## Распространение
Вид распространён по всему свету. Предполагается, что домовый паук был ввезён в Америку британскими колонистами.

## Образ жизни
Часто селится в жилищах человека. Строит воронкообразные сети. На людей не нападает, если его не беспокоить. Может укусить, но не болезненно. Охотится на насекомых.